# Love Dramatic feat. 伊原六花
《Love Dramatic feat. 伊原六花》（日语：ラブ・ドラマティック feat. 伊原六花）是日本歌手鈴木雅之的第39張單曲，於2019年2月27日由日本史詩唱片發售。同名標題曲則於該年2月16日先行透過數碼音樂下載方式發售。

## 概要
本單曲是前作《如在街上遇到你》推出兩年後的作品，也是鈴木雅之在2019年的首張作品。另外，此次亦是鈴木雅之出道39年以來首次為電視動畫主題曲獻聲。
單曲標題曲《Love Dramatic feat. 伊原六花》是2019年1月播放的電視動畫《輝夜姬想讓人告白～天才們的戀愛頭腦戰～》的主題曲，詞曲方面由日本音樂團體生物股長的團長水野良樹負責，編曲由本間昭光負責，客串演唱則由因「泡沫舞」在網路爆紅的登美丘高校舞蹈部前隊長、現役女演員伊原六花擔任。B面則收錄生物股長《想回去了啊》的翻唱版本。
動畫製作組曾經表示基於原作漫畫是一部累積銷量突破350萬的人氣作品，因而希望讓有著「情歌之王」外號的鈴木雅之演唱No.1戀愛喜劇的主題曲，最終方案得以實現。
2019年2月14日，日本史詩唱片在YouTube上公開標題曲《Love Dramatic feat. 伊原六花》的音樂短片，擔任客串演唱的伊原六花亦有於短片內演出。

## 銷售成績
在Oricon日間排行榜上，本單曲分別於2019年2月26日及27日獲得17位及12位。另外在數位單曲週間排行榜上，本單曲獲得第5位，錄得下載量大約是一萬六千多次。
Billboard Japan方面，本單曲在2019年2月25日公佈的Hot Animation排行榜上獲得第13位，在Hot 100排行榜上亦獲得第23位。

## 收錄曲
| 曲序     | 曲目                                                   | 词曲     | 编曲     | 时长  |
| -------- | ------------------------------------------------------ | -------- | -------- | ----- |
| 1.       | Love Dramatic feat. 伊原六花                           | 水野良樹 | 本間昭光 | 4:21  |
| 2.       | 想回去了啊                                             | 水野良樹 | 本間昭光 | 6:11  |
| 3.       | Love Dramatic feat. 伊原六花（89Sec. TV Size Version） | 水野良樹 | 本間昭光 | 1:33  |
| 4.       | Love Dramatic（Instrumental）                          | 水野良樹 | 本間昭光 | 4:21  |
| 5.       | 想回去了啊（Instrumental）                             | 水野良樹 | 本間昭光 | 6:08  |
| 总时长： | 总时长：                                               | 总时长： | 总时长： | 22:34 |

## 外部連結
SonyMusic
- 《Love Dramatic feat. 伊原六花》（通常盤） （页面存档备份，存于） （日語）
- 《Love Dramatic feat. 伊原六花》（期間生産限定盤） （页面存档备份，存于） （日語）

YouTube
- 《Love Dramatic feat. 伊原六花》音樂短片 （页面存档备份，存于） （日語）
- 《輝夜姬想讓人告白~天才們的戀愛頭腦戰~》主題曲公式片段 （页面存档备份，存于） （日語）